# Charles Butler (avocat)
Pour les articles homonymes, voir Charles Butler et Butler.
Charles Butler, né le 14 août 1750 et mort le 2 juin 1832, est un avocat et écrivain catholique britannique.

## Biographie
Catholique, il fait ses études au collège anglais de Douai, puis revient en Angleterre : en 1775 il ouvre son propre cabinet et s'inscrit à Lincoln's Inn. Deux ans plus tard, un billet d'opinion où il défend les recrutements forcés dans la marine lui vaut l'estime et la protection du comte de Sanwich, chef de l'Amirauté ; mais très vite, Butler se cantonne à la défense des intérêts de l’Église Catholique en Angleterre. Nommé secrétaire de la Commission Catholique en 1782, il est chargé de rédiger un projet de loi de tolérance religieuse (1788) : malgré les divergences au sein des catholiques sur l'intérêt de bénéficier du même statuts que les dissenters protestants, sa loi est votée le 24 juin 1791, et il devient célèbre comme avocat consultant.
Butler épousa Mary Eyston en 1776 dont il eut un fils (qui mourut jeune) et deux filles.

## Œuvres
Il se distingue comme jurisconsulte et comme écrivain catholique et compléta la Vie des Saints de son oncle Alban Butler. On lui doit aussi des études biographiques sur Bossuet, Fénelon, l'abbé de Rancé, Thomas à Kempis, Michel de L'Hospital, Daguesseau et les annotations des Institutes de Coke sur Littleton.
- Reminiscences (1821–1827)
- Horae Biblicae (1797) (comparaison des traditions religieuses des différents peuples avec l'Ancien et le Nouveau Testament).
- Horae Juridicae Subsecivae (1804) (chronologie et histoire des lois grecques, romaines, féodales et ecclésiastique).
- Book of the Roman Catholic Church (1825)

## Source
Cet article comprend des extraits du Dictionnaire Bouillet. Il est possible de supprimer cette indication, si le texte reflète le savoir actuel sur ce thème, si les sources sont citées, s'il satisfait aux exigences linguistiques actuelles et s'il ne contient pas de propos qui vont à l'encontre des règles de neutralité de Wikipédia.